# Господар (хімія)
Господар, хазяїн (англ. host)
1. У супрамолекулярній хімії — молекула, яка утворює комплекси з органічними чи неорганічними гостями або хімічна сполука, яка може надати місце гостеві в порожнинах своєї кристалічної структури завдяки взаємодіям різної природи. До таких відносяться, наприклад, криптанди і краун-етери (внаслідок йон-дипольного притягання між гетероатомами господаря і позитивними йонами), клатрати (молекули зв'язані водневим зв'язком, як гідрохінон—вода), сполуки включення (де молекули господаря, наприклад, карбамід, зв'язані з молекулами гостя вандерваальсівськими силами).
2. У біохімії — клітина, чий метаболізм використовується для росту та репродукції плазмід вірусу чи інших форм.